# Allstars (mixtape)
Allstars är en mixtape från 2016 av artisten Yasin. Mixtapet innehåller sex låtar, och gästas av Z.E, Jaffar Byn och Dree Low.

## Låtar på mixtapet
| Nr | Titel                                           | Längd | Notering |
| -- | ----------------------------------------------- | ----- | -------- |
| 1. | Allstars                                        | 3:34  |          |
| 2. | Trakten min                                     | 2:22  |          |
| 3. | Lallish                                         | 2:54  |          |
| 4. | Mina trakter (med Jaffar Byn, Z.E och Dree Low) | 3:47  |          |
| 5. | Gå för                                          | 2:26  |          |
| 6. | We run this town                                | 2:07  |          |